# 襄渝線
襄渝線（じょうゆせん、中文表記: 襄渝铁路）は、中華人民共和国湖北省襄陽市と重慶市を結ぶ全長899kmの鉄道路線。複線・電化・設計速度160km/h。

## 概要
1975年に着工した全長916kmの旧線と、多くの場所で曲線改良して別線として建設された新線に分かれる。旧線は焦柳線襄陽駅を起点とし、老河口東駅までは漢丹線と路線を共有する。湖北省襄陽市から十堰市、陝西省安康市、四川省達州市、広安市を経て、重慶市に到達する。
新線（二線）は、「西部大開発」の十大重点項目の1つとして、507kmの路線を旧線と並行して建設し、設計速度160km/h、平均速度105km/hを実現した。

## 歴史
- 1968年4月：着工。
- 1975年11月：部分開業
- 1979年12月：全線完成
- 1998年12月：全線電化
- 2005年8月13日：新線建設開始
- 2009年10月31日：新線完成・全線複線化。